# Самборский радиозавод «Сигнал»
Самборский радиозавод «Сигнал» (укр. Самбірський радіозавод "Сигнал") — предприятие в городе Самбор Львовской области Украины.

## История
Самборский завод радиодеталей был построен в городе Самбор в соответствии с восьмым пятилетним планом развития народного хозяйства СССР.
Он действовал в производственной кооперации с ранее построенным здесь стекольным заводом и филиалом Львовского завода электроизмерительных приборов (впоследствии преобразованным в приборостроительный завод), и выпускал радиолампы и другие радиодетали.
В целом, в советское время завод входил в число крупнейших предприятий города.
После провозглашения независимости Украины государственное предприятие было переименовано в Самборский радиозавод «Сигнал» и преобразовано в открытое акционерное общество.
В июле 2003 года хозяйственный суд Львовской области возбудил дело о банкротстве предприятия. В дальнейшем, завод был реорганизован в общество с ограниченной ответственностью.
11 октября 2018 года Самборский радиозавод «Сигнал» купил за 57 млн. гривен Тернопольский радиозавод «Орион».

## Деятельность
Завод является представительством Львовского электролампового завода «Искра» и занимается продажей уличных, бытовых и парковых светильников.